# Pasillo
Il Pasillo (corridoio o corsia) è un genere colombiano di musica estremamente popolare nei territori che componevano il Vicereame del XIX secolo di Nuova Granada e Grande Colombia: nato nella Grande Colombia, diffuso nel territorio, in particolare in Ecuador (dove è considerato lo stile musicale nazionale) e in misura minore nelle regioni montuose del Venezuela e Panama. I venezuelani si riferiscono a questo stile musicale come "vals" ("Valzer" in spagnolo).
Oggi ha incorporato più elementi europei della danza classica, come il valzer viennese in Colombia e le caratteristiche di sanjuanito e yaraví in Ecuador. Mentre si diffondeva durante il periodo della Grande Colombia, il pasillo assorbiva anche le caratteristiche individuali dei villaggi isolati. Questo dà un tocco eclettico, ma lo stile, il tono e il ritmo della musica differiscono in ogni villaggio ed in ogni paese.
Nel suo valzer, il pasillo altera la classica forma della danza europea con l'accompagnamento di chitarra, mandolino ed altri strumenti ad arco.

## Storia
Inventato nel XIX secolo, il pasillo divenne strettamente associato alla guerra di indipendenza colombiana, alla guerra di indipendenza ecuadoriana e al nazionalismo ecuadoriano. Il Pasillo guadagnò popolarità dalle registrazioni del duetto "Ecuador", una volta eseguito da Enrique Ibañez Mora e Nicasio Safadi. Raggiunse il suo apice internazionale durante la carriera di Julio Jaramillo.
Le generazioni più giovani di ecuadoriani amano ancora i pasillos, inclusi i nuovi stili cantati da Juan Fernando Velasco e Margarita Lazo. Alcuni pasillos ecuadoriani comprendono "Pasional", "Invernal", "Ángel de Luz", "El aguacate" e molti altri. Il Pasillo è uno stile musicale molto popolare in Colombia dal XIX secolo. I famosi pasillos colombiani sono "Espumas", "Pueblito viejo", "Pescador lucero y río" e "Oropel". Artisti colombiani, come Silva y Villalba e Garzon y Collazos, hanno contribuito a diffondere il Pasillo in tutto il mondo.

## In Ecuador
Il pasillo ecuadoriano aggiunge l'influenza dello sanjuanito, quindi il pasillo ecuadoriano è lento e malinconico. A differenza di altri paesi, il pasillo ecuadoriano è diventato un simbolo musicale nazionale. Secondo l'autrice Ketty Wong, dall'inizio del XX secolo, il pasillo ecuadoriano ha smesso di essere un genere festoso, suonato in saloon e gruppi musicali ed è diventato più popolare. Aveva molti singoli con testi malinconici che si riferivano a sentimenti nostalgici e spezzati. Tuttavia, ci sono anche canzoni che esprimono la bellezza dei paesaggi ecuadoriani, la bellezza delle donne ecuadoriane e il coraggio del popolo ecuadoriano. Inoltre, ci sono canzoni che riflettono l'ammirazione per una regione o una città, e in alcuni posti questi sono diventati ancora più rappresentativi dei loro inni di città. Questo è il caso di "Guayaquil de mis amores" di Nicasio Safadi. Wong afferma che in Ecuador, grazie alla sua capacità di integrare e produrre diversi argomenti tra diversi gruppi sociali, etnici e generazionali, il pasillo ecuadoriano è diventato la rappresentazione della musica nazionale per eccellenza.
Durante gli anni '50 il pasillo ecuadoriano attraversò una transizione. Sebbene fosse ancora la musica nazionale dell'Ecuador, con l'arrivo della radio fu costretto a competere con boleri stranieri, tanghi, valzer, guaracha e altri stili di musica tropicale, come la Guaracha, il Merecumbe e la Cumbia ecuadoriana-colombiana. La forza continua del pasillo ecuadoriano è dovuta alle esibizioni di grandi cantanti come il duetto Luis Alberto Valencia e Gonzalo Benítez, i fratelli Montecel, le sorelle Mendoza Sangurima, le sorelle Mendoza Suasti, Los Coraza e Marco Tulio Hidrobo.
Al giorno d'oggi, il pasillo ecuadoriano è un'icona nazionale e le nuove generazioni aggiungono nuovi stili, supportando così la distribuzione su vasta scala.

## Compositori
- Carlos Amable Ortiz
- Francisco Paredes Herrera
- Nicasio Safadi
- José Ignacio Canelos
- Enrique Ibáñez Mora
- Carlota Jaramillo
- Luis Laberto Valencia
- Gonzalo Benitez
- Tulio Hidrobo
- Julio Baba
- Enrique Espín Yépez
- Vicente Gómez Gudiño
- Jacobo Palm
- José Luis Rodríguez Vélez
- Carlos Vieco
- German Dario Perez [3]
- Oriol Rangel
- Luis Antonio Calvo

## Esempio
Adoracion:

Testo: Genaro Castro
Musica: Enrique Ibáñez Mora
| Adoracion                              |
| -------------------------------------- |
| Soñé ser tuyo y en mi afán tenerte     |
| presa en mis brazos para siempre mía;  |
| pero nunca soñé que he de perderte     |
| que a otro mortal la dicha sonreía.    |
|                                        |
| Soñé a mi lado para siempre verte,     |
| siendo tu único dueño, vida mía;       |
| soñé que eras mi diosa, más la suerte, |
| nuevos tormentos para mí tenía.        |
|                                        |
| Soñé que de tus labios dulcemente,     |
| me diste tu palabra candorosa,         |
| hablándome de amor eternamente.        |
|                                        |
| Pero todo es en vano, sólo ha sido     |
| un sueño la pasión que me devora,      |
| al ver que para siempre te he perdido. |